# Tajbegpalatset
Bör inte förväxlas med Darullamanpalatset i området Darullaman.
Tajbegpalatset är ett palats i Darulamanområdet sydväst om i Kabul i Afghanistan.
Området brukade sedan gammalt användas av kungafamiljen för att jaga. Ett kungligt slott låg där under medeltiden, och återuppfördes 1795, men förstördes sedan igen.
Tajbegpalatset uppfördes på 1920-talet på order av kung Amanullah Khan och drottning Soraya Tarzi. Det uppfördes av västerländska arkitekter i nyantik stil. Palatset var en del av Amanullah Khans plan att modernisera och bygga om Kabul. Det var menat att bli en central byggnad i en ny stad eller stadsdel med samma namn. Under 1920-talet bodde kungaparet där och Aurora Nilsson uppgav att hon besökte drottningen och kungens mor i palatset i Darulaman 1927.
Under kommunistregimen 1979–1989 var palatset högkvarter för de sovjetiska styrkorna i Afghanistan. Det förstördes och förvandlades till en ruin under Inbördeskriget i Afghanistan (1992–1996). Tajbegpalatset återuppbyggdes 2019–2021.